# 高弗內倫港
64°32′S 62°0′W / 64.533°S 62.000°W
高弗內倫港（Gouvernøren Harbor），是南極洲的海港，位於葛拉漢地的丹科海岸，處於企業島東部，屬於威爾米納灣的一部分，現時由南極條約體系管理。